# Christian Müller (Major)
Christian Müller (* 1775 in Bludenz; † 1851 in Preßburg) war Wirt, Freiheitskämpfer und österreichischer Schützenmajor des Vorarlberger Volksaufstandes.
Als einziger Sohn eines Bludenzer Bürgers brachte es Müller im Zivilberuf zum Adler-Wirt in seiner Geburtsstadt. 

## Vorarlberger Volksaufstand

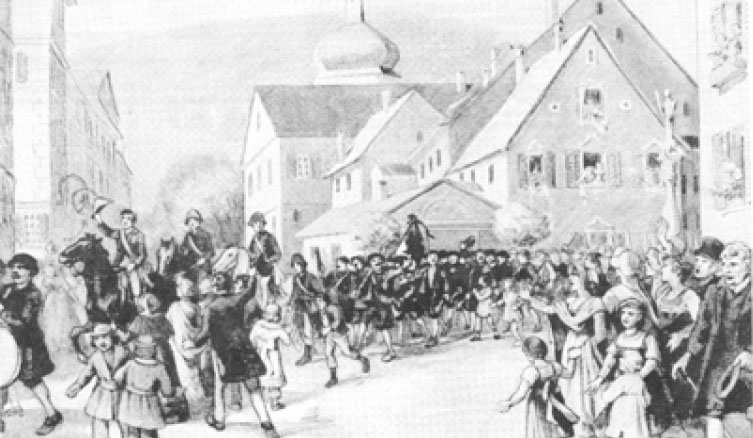
Einmarsch der Vorarlberger Schützen in Bregenz (1809)

Im Krieg Österreichs gegen Frankreich 1809 schlossen sich den österreichischen Truppen auch freiwillige Schützenkompanien vom Vorarlberger Oberland und 3.000 Mann der Landstände an. Den Vorarlbergern ging es dabei vor allem um die Lösung von der Bayerischen Fremdherrschaft.
Anton Schneider, Landeskommissär von Vorarlberg, die Schützenmajore Bernhard Riedmiller und Christian Müller aus Bludenz sowie der Vorsteher von Brederis, Siegmund Nachbauer zählten dabei zu den Führern. Sie gelten heute ebenso wie Andreas Hofer als Märtyrer der Freiheit – was aber auch nicht unumstritten ist. Die Bludenzer zählten, im Gegensatz zum Landeskommissär Anton Schneider, zum harten Kern der Aufständischen.
Kaiser Franz II. beauftragte Major Müller, zusammen mit einem Tiroler Vertreter nach England zu reisen, um Geldunterstützung für die Tiroler und Vorarlberger Landesverteidiger zu bekommen. Die Erhebung brach aber bereits im Juli desselben Jahres wieder zusammen.
Als Müller aus England nach Wien zurückkehrte, erfuhr er, dass sich Vorarlberg hat unterwerfen müssen, dass ihm selbst die Todesstrafe drohte und dass seine Frau mit den drei Kindern hatte fliehen müssen. Er übersiedelte 1827 nach Preßburg, wo er 1851 verstarb.